# Pattinaggio di velocità ai IX Giochi asiatici invernali - 100 metri maschile
La gara dei 100m maschili si è svolta l'8 febbraio 2025 allo Heilongjiang Winter Sports Training Center di Harbin, in Cina.

## Risultati
| Rank | Pair | Atleta                 | Tempo | Note |
| ---- | ---- | ---------------------- | ----- | ---- |
| 1    | 11   | Gao Tingyu             | 9.35  | GR   |
| 2    | 10   | Yevgeniy Koshkin       | 9.47  |      |
| 3    | 11   | Kim Jun-ho             | 9.62  |      |
| 4    | 8    | Altay Zhardembekuly    | 9.64  |      |
| 5    | 10   | Wataru Morishige       | 9.67  |      |
| 6    | 6    | Xue Zhiwen             | 9.71  |      |
| 7    | 5    | Liu Bin                | 9.802 |      |
| 8    | 9    | Yamato Matsui          | 9.804 |      |
| 9    | 6    | Kim Tae-yun            | 9.81  |      |
| 10   | 8    | Katsuhiro Kuratsubo    | 9.82  |      |
| 11   | 9    | Cho Sang-hyeok         | 9.84  |      |
| 12   | 3    | Artur Galiyev          | 9.93  |      |
| 13   | 4    | Koo Kyung-min          | 9.95  |      |
| 14   | 7    | Tai Wei-lin            | 9.99  |      |
| 15   | 4    | Nikita Vazhenin        | 10.01 |      |
| 16   | 7    | Lian Ziwen             | 10.04 |      |
| 17   | 5    | Chandra Mouli Danda    | 10.83 |      |
| 18   | 2    | Sidney Chu             | 10.94 |      |
| 19   | 1    | Omkara Yogaraj         | 10.99 |      |
| 20   | 2    | Srivatsa Srikantha Rao | 11.10 |      |
| 21   | 1    | Anubhav Gupta          | 11.59 |      |
| 22   | 3    | Nopphaket Suansuk      | 11.79 |      |